# Agente 003: Operación Atlántida
Agente 003: Operación Atlántida es una coproducción italo-española del año 1966, no estrenada hasta 1968 y dirigida por Domenico Paolella, bajo el nombre de Paul Fleming, en clave de espionaje politizado.

## Argumento
Un agente americano, George Steel, el agente 003, está de vacaciones. En ese período de tiempo, los principales invertigadores del ‘Instituto de Investigaciones del Uranio’ desaparecen sin rastro. La 8ª sección de un departamento de los Estados Unidos le encarga el caso a Steel, que descubre en la República Popular de China una ciudad atómica desde la que este país intenta atentar contra América.